# Ciobănesc belgian
Ciobănescul belgian este o rasă de câine originară din Belgia, cunoscută pentru inteligența sa, agilitate și devotamentul față de stăpân. Acești câini sunt recunoscuți pentru abilitatea lor de a lucra eficient în diverse roluri, cum ar fi ciobănire, poliție și servicii de salvare. Rasa Ciobănescului belgian este formată din patru variante principale: Malinois, Groenendael, Tervuren și Laekenois.
Acest câine compact, musculos, de dimensiuni medii are o înălțime de 46-51 de centimetri (masculii) și 43-48 de centimetri (femelele) la vârstă adultă și cântărește între 17 și 23 de kilograme. Blana poate avea diverse culori: albastru; albastru cu cafeniu; albastru, negru și cafeniu; albastru cu pistrui; roșcat; roșcat și cafeniu; sau roșcat cu pistrui. Pentru detalii complete poți consulta standardul rasei.

## Istorie
Ciobănescul belgian are o istorie îndelungată, datând de secole. Rasa a fost dezvoltată în Belgia în secolul al XIX-lea pentru a îndeplini roluri specifice de lucru în agricultură. Inițial, toate cele patru variante erau tratate ca o singură rasă, dar mai târziu au fost recunoscute ca variante distincte datorită diferențelor în aspect și temperamente.

## Variante
Rasa Ciobănescului belgian este împărțită în patru variante principale:
1. Malinois: Această variantă este cunoscută pentru energia și agilitatea sa. Malinoisii sunt frecvent folosiți în forțele de poliție și servicii de salvare datorită abilităților lor remarcabile de urmărire și detecție.
2. Groenendael: Cunoscuți și sub numele de Ciobănesc belgian cu păr lung, acești câini au o blană lungă și neagră. Sunt de obicei prietenoși și inteligenți, făcându-i buni companioni de familie.
3. Tervuren: Asemănători cu Groenendael, Tervurenii au o blană lungă și mătăsoasă, dar sunt de obicei de culoare maro-roșcată. Sunt cunoscuți pentru inteligența și loialitatea lor.
4. Laekenois: Această variantă este diferită datorită blănii sale aspre și neregulate. Laekenoisii sunt adesea activi și înțelegători, făcându-i candidați buni pentru diverse activități sportive.

## Personalitate
Ciobănescul belgian este un câine extrem de inteligent, loial și devotat stăpânului său. Acești câini sunt foarte activi și au nevoie de o cantitate semnificativă de exercițiu mental și fizic pentru a fi fericiți. Sunt buni ascultători și pot fi dresați pentru o varietate de sarcini. Cu toate acestea, din cauza nivelului lor ridicat de energie, este important să fie socializați și dresați corespunzător de la o vârstă fragedă.

## Îngrijire și sănătate
Ciobănescul belgian necesită o dietă echilibrată și o cantitate adecvată de exercițiu pentru a rămâne în formă. De asemenea, trebuie să li se acorde atenție corespunzătoare igienei blănii, mai ales în cazul variantelor cu păr lung. Ca orice rasă, Ciobănescul belgian poate fi predispus la anumite probleme de sănătate, așa că este important să fie supravegheați de un medic veterinar.

## Concluzie
Ciobănescul belgian este o rasă de câini fascinantă și versatilă, potrivită pentru stăpânii care își pot oferi timp și energie pentru a se ocupa de nevoile lor. Acești câini sunt loiali, inteligenți și pot aduce multă bucurie și satisfacție familiilor care îi adoptă.
Vă rugăm să rețineți că îngrijirea și necesitățile specificităților individuale ale câinilor pot varia, așa că asigurați-vă că căutați sfaturi de la un medic veterinar sau de la un expert în domeniul canin pentru a vă asigura că oferiți cel mai bun mediu pentru Ciobănescul belgian.